# Цензор
Цензор (лат. censor) био је магистрат у Римској републици. Била су их двојица и бирала их је центуријска скупштина обично из редова бивших конзула.
Ова магистратура је основана 443. п. н. е., када су из надлежности конзула издвојени послови који се односе на цензус.

## Функција
Функција цензора спадала је у највише и најугледније положаје у Римској републици. Задужења цензора била су следећа:
- попис грађана и њихове имовине
- разврставање грађана у класе
- надгледање јавног морала
- контрола листе сенатора

Од 336. године п. н. е. и плебејци су стекли право да се кандидују за цензоре. Принцип колегијалности важио је строже но у другим магистратурама. У случају смрти или повлачења једног од цензора, другом је престајала служба. Избор је вршен сваке пете године, а цензори су имали власт 18 месеци. Цензори су бирани из редова најугледнијих грађана јер су само они могли вршити надгледање јавног морала. У морал се рачунао и скромни живот, без расипања и разметања. Цензори су за неморално понашање могли казнити опоменом, избацивањем из коњаничког сталежа, премештањем у лошију трибу, бележењем казне у списак грађана. Ова последња санкција сматрала се најтежом јер је доносила јавну срамоту. Од 312. године цензори су контролисали и листу сенатора са правом да избаце недостојне. Попис грађана и процена њихове имовине вршена је на Марсовом пољу. Спискови су вођени по трибама. Цензоре је бирала центуријатска комиција. Нису имали империјум, али им је власт била строго диктаторска. Народни трибуни нису могли оспорити одлуке цензора.